# Campaña naval en el Canal de la Mancha (1338-1339)
La Campaña Naval en el Canal de la Mancha de los años 1338 y 1339 fue una prolongada serie de redadas realizados por la marina francesa naciente y numerosos invasores de propiedad privada y los piratas contra las ciudades inglesas, el transporte marítimo y las islas dl canal de la Mancha, que causó un pánico generalizado, daños y pérdidas financieras a la región y provocó un reajuste serio de las finanzas inglesas durante las primeras etapas de la guerra de los Cien Años. Este período fue seguido por un desastre francés causado por un exceso de confianza y una inversión de papeles que tuvo un efecto importante en los éxitos de Inglaterra en las próximas dos décadas. Sin embargo, este resultado no era seguro hasta finales de 1339 y los franceses lucharon un poco más, pudiendo poner fin a la guerra antes de que realmente habría comenzado.
Incursiones costeras no eran raras en Inglaterra del siglo XIV, con el envío de propiedad privada y, en ocasiones los barcos de Royal de Francia, Castilla, Génova, Escocia y Escandinavia, todos molestos ataques contra las navegación de cabotaje y pueblos de pescadores a lo largo de la época, incluso en períodos de paz. Lo que hizo que la campaña naval de 1338 y 1339 fueran tan importante es que estos se han centrado y sostenido de los ataques con un objetivo deliberado estratégico en mente, apuntando a las principales ciudades de Inglaterra, en lugar de aldeas aisladas; y hacerlo en un momento crítico en el desarrollo de la guerra.

## La guerra de los Cien Años
En 1338, con la guerra de los Cien Años de solo un año, el gobierno francés se enfrentaba a una grave amenaza en los dos lados. Desde el sur los territorios ingleses de Gascuña y Aquitania, de la cual las incursiones de punción y chevauchées podría ser lanzado en los países centrales franceses, donde la frontera no fue claramente definida y basado más en la lealtad de los locales que nacionales. Hacia el norte-este, la situación es aún más sombría, con los ejércitos financiados ingleses de Flandes, Condado de Henao, Brabante y hasta el Sacro Imperio Romano o bien la preparación o la amenaza de una invasión de las provincias del norte de Francia.

### Problemas Financieros
Sin embargo, el rey Eduardo III, el líder de esta coalición, tenía un problema muy serio. A pesar de los enormes ingresos de Inglaterra desde el control de la industria de la lana, su tesoro estaba en bancarrota. Sin una financiación inglesa, su coalición se derrumbaría, pero tales requisitos daban enormes gastos que eran necesarios para mantener la construcción del ejército en Flandes en 1338 después de una sola campaña, fue incapaz de seguir luchando sin pedir prestado enormes sumas de dinero de los banqueros italianos en interés ruinoso (a la que se más tarde por defecto en, lo que provocó un accidente enorme de financieros en Italia).
Las preocupaciones de Edward eran de conocimiento común a otros jefes de Estado en Europa y fue reconocido por el gobierno francés, que por la destrucción de los puertos ingleses y el transporte marítimo, que podría ganar un dominio tanto en el comercio de la lana, y el envío de refuerzos que Edward podría verse obligado a abandonar sus planes de invasión.

## Portsmouth y New Jersey
A principios de febrero, el rey Felipe VI nombró a un nuevo Almirante de Francia, Nicholas Béhuchet, que había servido previamente como un funcionario del Tesoro y ahora se encargaba de librar una guerra económica contra Inglaterra . El 24 de marzo comenzó su campaña, lo que lleva una gran flota de pequeñas embarcaciones costeras de todo el canal de Calais y, en Solent, desembarco y quemó el puerto-ciudad Portsmouth, de vital importancia. La ciudad fue amurallada y defendida y los franceses no eran sospechosos cuando navegaban rumbo a la ciudad con banderas inglesas. El resultado fue un desastre para Edward, como el envío a ciudades y los suministros fueron saqueados, las casas, almacenes y muelles incendiadas y los de la población que no pudieron huir fueron muertos o tomados como esclavos. Ningún barco inglés estaba disponible para disputar su paso a Portsmouth y ninguna de las milicias, destinadas a formar en ese caso, hizo su aparición.
La flota navegó luego a la Islas del Canal, que ya había sufrido ataques menores el año anterior, pero ahora enfrenta una gran amenaza, Nueva Jersey siendo invadido por los ejércitos de Francia y toda la mitad oriental de la isla reducido a ruinas, solo Mont Orgueil resistió. La incursión había sido predicho por los oficiales de inteligencia en la casa real, pero las medidas de defensa fueron completamente ineficaces y los esfuerzos para interceptar el ataque habían fracasado por completo.

### Piratería
Esta incursión causó el pánico en numerosas comunidades del sur de Inglaterra, y provocó una oleada de costosas precauciones de defensa a lo largo de la costa de reducir aún más la capacidad de Edward para hacer la guerra a Francia en el continente. Los confines de la costa inglesas, en Devon y Cornualles se negó a suministrar cualquier material o dinero para la guerra para el resto del año, insistiendo en que necesita sus recursos para defenderse. Tales precauciones no estaban fuera de lugar, y por la debilidad de la costa de Inglaterra, decenas de comerciantes y terratenientes en Normandía, Picardía y Bretaña compró los comerciantes costeros y equipados para la guerra como resultado de las incursiones pinchazo y el derecho de la piratería a lo largo de la costa inglés. La evidencia deja muy en claro que los franceses habían entendido muy bien la eficacia de esta táctica; Béhuchet comprendido claramente que para el asalto de envío inglés y cortar el comercio que podría paralizar la economía de Inglaterra, pero no se sabe si había entendido la carga financiera de sus incursiones costeras habían tenido en Hacienda Eduardo (los historiadores modernos tienden a pensar que tal vez no, pero que consideraba que sean buenos para la guerra, en cualquier caso).
Esta piratería también va afectado el otro teatro de guerra, los barcos franceses y castellanos estacionados en la isla de Oleron de Ouessant atacaron barcos de granos, el comercio y la nómina entre Inglaterra y Burdeos, la reducción de esa ciudad y la región que rigen a la rebelión cerca, especialmente después de que un convoy de alimentos a gran sufrió graves daños en una acción de Talmont en el 23 de agosto.

## Guernsey y Southampton
La campaña comenzó en el mar de nuevo en septiembre, cuando una gran flota francesa e italiana descendió en las Islas del Canal, una vez más, comandada por Robert Bertrand, Mariscal de Francia. La isla de Sark, que había sufrido un ataque serio del año anterior, cayó sin luchar y Guernsey fue capturado después de una breve campaña. La isla fue defendida en gran medida, ya que la mayoría de la guarnición de las Islas del Canal estaba en Jersey para prevenir otro ataque allí, y los pocos que fueron enviados a Guernsey y Sark fueron capturados en el mar. Los mensajeros de las islas también fueron capturados, impidiendo que el gobierno inglés descubrir lo que había pasado después de más de una semana. En Guernsey, los fuertes de Castillo Cornet y el Valle del Castillo eran los únicos puntos que resistieron. Ni el fuerte duró mucho tiempo ya que ambos estaban diezmados y sin provisiones. Las guarniciones fueron condenados a muerte. Una breve batalla naval se libró entre las islas del Canal en la zona costera y los buques de pesca y las cocinas italiana, pero a pesar de dos de los barcos italianos que se hundió a los isleños fueron derrotados con fuertes bajas. Guernsey siendo franceses por algún tiempo, solo cuando se renunció a la defensa de la isla se hizo insostenible en las postrimerías de la batalla de Sluys.
El próximo objetivo para Béhuchet y su lugarteniente Hugh Quiéret fueron las líneas de abastecimiento entre Inglaterra y Flandes, por lo que reunió a más de 40 buques de gran tamaño en Harfleur y Dieppe y se utilizaron para atacar una flota inglesa de Cadsand. Los cinco grandes barcos de carga tenían bienes comerciales de la isla y fueron sorprendidos y atacados rápidamente, resultando en la pérdida de cinco naves inglesas grandes y poderosas incluyendo los almacenes principales de Eduardo III de Edward'Cog y elChristopher. La tripulación y un grupo de refuerzos que fueron capturados fueron ejecutados y los barcos añadido a la flota francesa. Pocos días después, el 5 de octubre, esta fuerza llevó a cabo su incursión más perjudicial de todos, hecha de varios miles de franceses, normandos, italiano y castellano marineros cerca del importante puerto de Southampton y asaltaron a todo lo que había en tierra y mar. Las paredes de la ciudad fueron las órdenes antiguas y ruinas y directo a la reparación que se habían ignorado. La mayor parte de las milicias de la ciudad y los ciudadanos huyeron en pánico hacia el campo, solo la guarnición del castillo, sosteniendo por un breve tiempo, hasta que una fuerza de italianos derrotaron las defensas y, entonces, cayó la ciudad. Las escenas de Portsmouth se repitieron en toda la ciudad, siendo arrasada hasta los cimientos, miles de libras en las tiendas y el envío de vuelta a Francia y los cautivos asesinados o llevados como esclavos. Las bandas de milicianos comenzaron al día siguiente, a hostigar a las fuerzas francesas en las afueras de la ciudad y el partido francés, dejando atrás la ciudad en llamas, que se dañó aún más por los bandidos que vinieron a saquear antes que las autoridades locales podrían regresar.

## 1339
Un comienzo del invierno obligó a una pausa en la guerra del canal, y 1339 vio a una situación muy diferente: los pueblos ingleses había tomaron la iniciativa durante el invierno y prepararon milicias organizadas para ahuyentar a saqueadores más interesados en saquear las batallas que piezas de este conjunto. La responsabilidad sobre estas milicias fue puesto en manos de varios de los principales Earls, quien les advirtió que si estaban para defender su tramo de costa no habría sanciones. A pesar de la piratería en el mar sigue siendo un problema grave, con las naves quemadas y los equipos masacrados hasta el norte del canal de Bristol, los ataques a gran escala de 1338 se habían terminado. Un ataque a Jersey fracaso, porque la isla estaba ahora muy fuertemente defendida y los ataques a Harwich, Southampton y otra vez Plymouth fueron expulsados con fuertes pérdidas, especialmente los elementos de la fuerza de mercenarios franceses que no se querían arriesgar a gran escala a la batalla. Hastings fue destruido por las llamas, pero era poco más que una aldea de pescadores en el momento y no representan un gran éxito. La flota combinada se redujo a atacar a los barcos de pesca y los organismos de desfilar por las calles de Calais.
Una flota inglesa también se había constituido durante el invierno y que se utilizó en un intento de vengarse de los franceses al atacar la navegación costera. El resultado fue un desastre vergonzoso que los capitanes mercenarios de la flota se dio cuenta de que más dinero se podría hacer mediante el ataque y saqueo de los convoyes de flamenco de los aliados de Edward, en lugar de los franceses, lo que obligó a Edward a pagar una gran cantidad de la indemnización y soportar la vergüenza diplomática grave. Esta fuerza vital, aunque demostró en julio, cuando 67 barcos franceses y mercenarios intentó atacar a la Cinque Ports. La expedición fue recibida por la milicia organizada en Sandwich y se volvió hacia Centeno, la quema de varios pueblos pequeños en el camino, pero no a la tierra en la ciudad. Allí, la flota de Inglés en Robert Morley arrebatados juntamente con ellos, obligando a las fuerzas francesas a huir de vuelta a través del Canal. Este miedo había sido demasiado para los mercenarios genoveses que constituían la parte más experimentados de la flota francesa, y exigieron aumento de sueldo. El rey Felipe VI respondió encarcelando a quince de ellos, con lo que los demás simplemente regresó a Italia, de un solo golpe le cuesta al francés de sus mejores regatistas y barcos, así como dos tercios de su marina de guerra.

### Venganza Inglesa
Los ingleses pronto oyeron hablar de este desarrollo: Morley tomo su flota a las costas de Francia, la quema de los pueblos de Ault y Le Tréport y de alimentación hacia el interior, haciendo estragos en varios pueblos y provocando el pánico de espejo que en el Southampton año anterior. También sorprendió y destruyó una flota francesa en Boulogne puerto. Inglés y comerciantes flamencos rápidamente atacando barcos equipados y pueblos costeros y pronto envío a lo largo del Norte e incluso la costa oeste de Francia estaban siendo atacados. La armada flamenca también se activa, enviando su flota contra el importante puerto de Dieppe en septiembre y grabarlo en el suelo. Estos éxitos hicieron mucho para reconstruir la moral en Inglaterra y los Países Bajos, así como el comercio maltratadas reparación de Inglaterra. No obstante nada como el impacto financiero de los ataques franceses a principios de la economía de Francia continental podría sobrevivir a las depredaciones del mar mucho mejor que la economía marítim inglesa. Al año siguiente, sin embargo, una operación naval tendría un efecto significativo en la guerra y dar el primer choque importante o las armas cuando las flotas de Inglaterra y de Francés se reunieron en la batalla de Sluys. La victoria inglesa allí, ayudado sustancialmente por la deserción italiana el año anterior daría la superioridad naval en el Canal de las próximas décadas como resultado de la capacidad inglesa para invadir Francia en varios puntos a la vez, una ventaja que podría ser vital en el largo la guerra.